# Huisweersterpolder
De Huisweersterpolder is een voormalig waterschap in de Nederlandse provincie Groningen.
Het waterschap is een fusie van de Noordelijke Siddebuursterpolder en Osseweiderpolder en is genoemd naar de voormalige buurtschap Huisweren. Het waterschap heeft slechts drie jaar bestaan. Op 1 januari 1970 is het, samen met nog zo'n 50 inliggende schappen opgegaan in Duurswold.
Waterstaatkundig gezien ligt het gebied sinds 2000 binnen dat van het waterschap Hunze en Aa's.